# PhotoFiltre
PhotoFiltre是一款与Adobe Photoshop有着相似界面的二维图像处理软件，由來自法國的Antonio Da Cruz所開發，其个人、非商业和教育版本是免费的。PhotoFiltre Studio則是需要付費才能夠使用，後者較前者增加更多功能。